# Musolinijev mikrofon
„Musolinijev mikrofon – radio propaganda fašističke Italije“ je naslov knjige autorke Tanje Tatomirović  koja se bavi tematikom radio propagande u Italiji za vreme fašističke vlasti. Ta tematika kod nas nije u dovoljnoj meri naučno vrednovana, niti promišljana. Korišćeni izvori su strane (italijanske) provenijencije, što daje posebnu vrednost posmatranom radu, koji je značajan i zbog iznetih činjenica i podataka koji su manje poznati našoj naučnoj javnosti.
Knjiga je bila i na spisku literature za studije istorije Beogradskog Univerziteta, za predmet Propaganda u 20. veku.
Knjiga je prevedena na engleski jezik i dostupna je na Kindle platformi.

## Spoljašnje veze
- Delfi knjižare/MUSOLINIJEV MIKROFON – Radio propaganda fašističke Italije